# Canal de Anguila

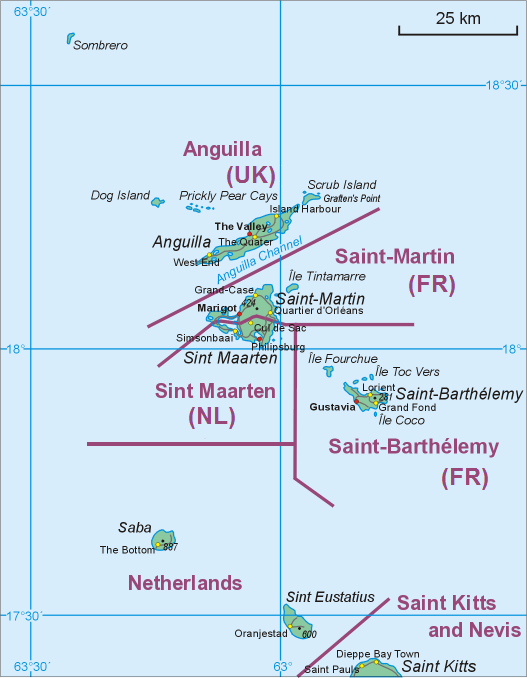
Mapa da região

O canal de Anguila (em inglês:  Anguilla Channel, em francês:  Canal d'Anguilla) é um estreito do mar das Caraíbas (mar do Caribe). Separa as ilhas de Anguila (território britânico de ultramar, no lado norte) e São Martinho.